# Rocky River
Rocky River est une ville située dans le comté de Cuyahoga, dans l'État de l'Ohio, aux États-Unis. Elle se trouve dans la banlieue ouest de Cleveland. Lors du recensement de 2010, sa population s’élevait à 20 213 habitants. Sa superficie totale est de 14,53 km2.

## Source
- (en) Cet article est partiellement ou en totalité issu de l’article de Wikipédia en anglais intitulé « Rocky River, Ohio » (voir la liste des auteurs).